# دوشان ايفانوف
دوشان ايفانوف (17 فبراير 1991 بنيش في صربيا - ) هو لاعب كرة قدم صربي في مركز الدفاع. لعب مع رادنيتشكي نيش ونادي ياغودينا وناسيونال ماديرا وFK Donji Srem ‏ وسينجليتش بلغراد ‏ وFK Radnički Sombor ‏ وFK BSK Borča ‏.

## وصلات خارجية
- دوشان ايفانوف على موقع قاعدة بيانات كرة القدم.إي يو (الإنجليزية)
- دوشان ايفانوف على موقع Soccerway.com (الإنجليزية)